# Clare Maguire
Clare Maguire est une auteure-compositrice-interprète anglaise née le 15 septembre 1987. Elle est placée 5e sur la liste des 15 chanteurs les plus prometteurs pour l'année 2011 de la BBC. Son premier album, Light After Dark, est sorti le 28 février 2011.

## Carrière musicale
Clare Maguire a enregistré ses premières démos à l'âge de 17 ans. Strangest Thing, enregistrée avec Joe Flory (Primary 1), connut un grand succès : elle fut écoutée environ 500 000 fois et a permis à Clare de signer un contrat avec Polydor en 2008. Fraser T. Smith (producteur ayant déjà travaillé avec Kylie Minogue et Adele) et Maguire ont alors commencé l'enregistrement de Light After Dark.
En octobre 2010, Clare s'est produite sur scène en tant que première partie de Plan B et de Hurts. Son premier single, Ain't Nobody, est sorti le 17 octobre au Royaume-Uni. 
The Last Dance, son second single est sorti le 20 février au Royaume-Uni et deux jours plus tard aux États-Unis.
Son premier album, Light After Dark, est disponible au Royaume-Uni et en Irlande depuis le 24 février 2011.

## Discographie

### EP
- Let's Begin - EP (2011) - Disponible exclusivement sur iTunes

### Albums studio
- Light After Dark (2011)
- Stranger Things Have Happened (2016)

### Singles
- Ain't Nobody (2010)
- The Last Dance (2011)
- The Shield and the Sword (2011)
- Elizabeth Taylor (2016)